# Бернак (Шаранта)
Берна́к (фр. Bernac) — коммуна во Франции, находится в регионе Пуату — Шаранта. Департамент — Шаранта. Входит в состав кантона Вильфаньян. Округ коммуны — Конфолан.
Код INSEE коммуны — 16039.
Коммуна расположена приблизительно в 360 км к юго-западу от Парижа, в 65 км южнее Пуатье, в 45 км к северу от Ангулема.

## Население
Население коммуны на 2008 год составляло 436 человек.
| 1962 | 1968 | 1975 | 1982 | 1990 | 1999 | 2008 |
| ---- | ---- | ---- | ---- | ---- | ---- | ---- |
| 297  | 259  | 278  | 387  | 433  | 419  | 436  |

## Администрация
| Период | Период | Фамилия         | Партия | Примечания |
| ------ | ------ | --------------- | ------ | ---------- |
| 1995   | 2008   | Кристиан Бурумо |        |            |
| 2008   |        | Жан-Жак Вриньон |        |            |

## Экономика
В 2007 году среди 266 человек в трудоспособном возрасте (15—64 лет) 199 были экономически активными, 67 — неактивными (показатель активности — 74,8 %, в 1999 году было 75,2 %). Из 199 активных работали 179 человек (95 мужчин и 84 женщины), безработных было 20 (8 мужчин и 12 женщин). Среди 67 неактивных 14 человек были учениками или студентами, 35 — пенсионерами, 18 были неактивными по другим причинам.

## Фотогалерея

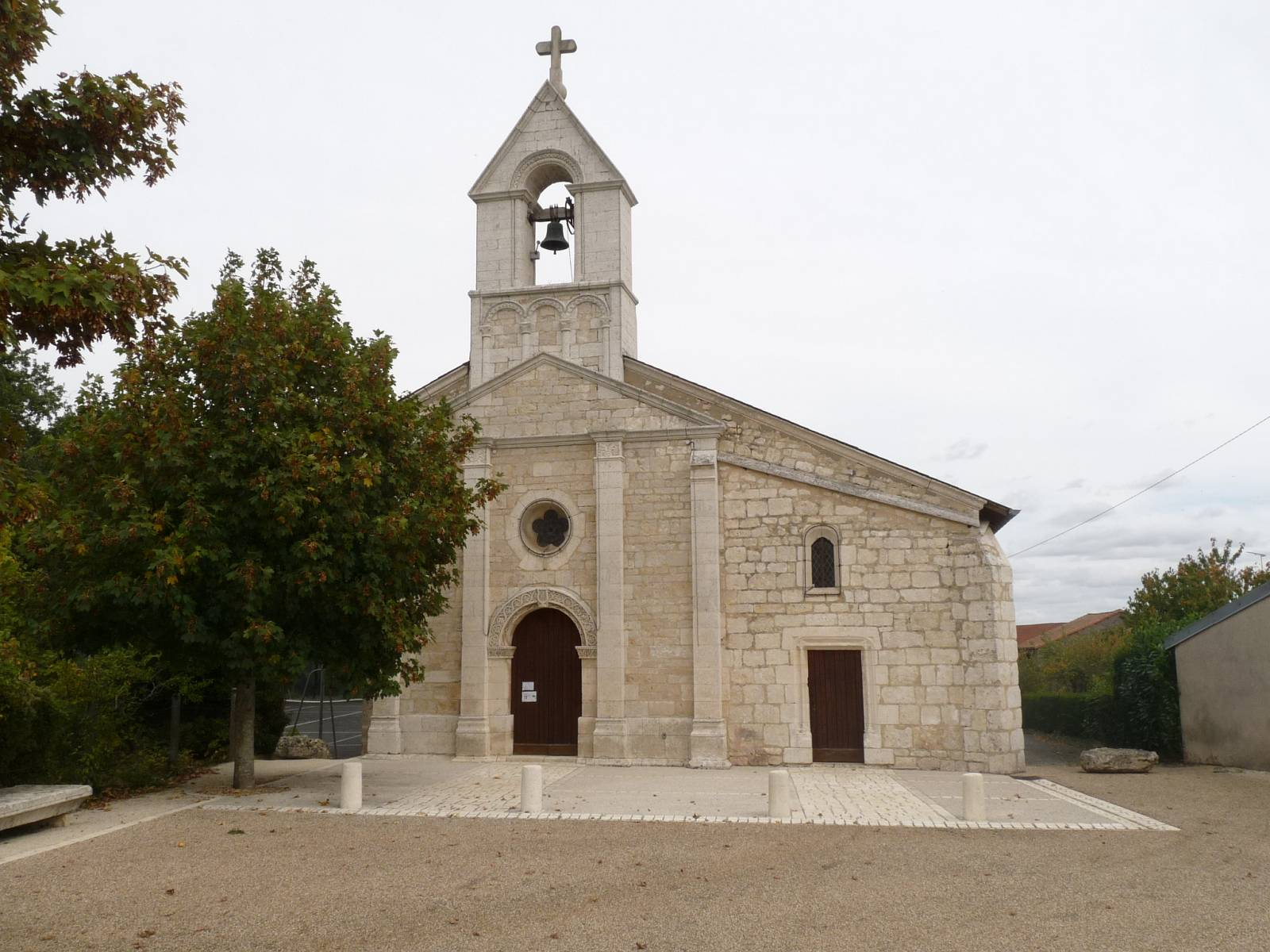
Церковь Сен-Пьер
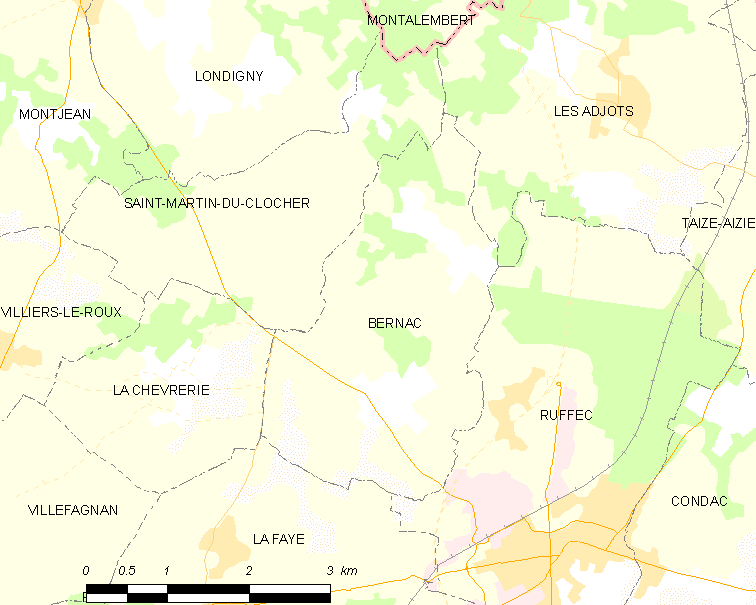
Карта коммуны